# Psychotria racemosa
Psychotria racemosa är en måreväxtart som beskrevs av Louis Claude Marie Richard. Psychotria racemosa ingår i släktet Psychotria och familjen måreväxter. Inga underarter finns listade i Catalogue of Life.